# Espino de la Orbada
Espino de la Orbada è un comune spagnolo di 335 abitanti situato nella comunità autonoma di Castiglia e León.